# Simulium assadovi
Simulium assadovi är en tvåvingeart som först beskrevs av Dzhafarov 1956.  Simulium assadovi ingår i släktet Simulium och familjen knott. Inga underarter finns listade i Catalogue of Life.